# Т
Das Te (Т und т) ist ein Buchstabe des kyrillischen Alphabets. Es steht für den konsonantischen Laut /t/, der mit dem deutschen T identisch ist. Folgt auf das Te ein ь, stellt das den Laut /tʲ/ dar. Das Te sieht gleich aus wie die Großbuchstabenform des lateinischen T und leitet sich ebenso wie dieser vom griechischen Tau ab. In der Kursiv- und auch in der Schreibschrift ähnelt die Minuskel jedoch dem lateinischen Buchstaben m; im Serbischen und Mazedonischen wiederum ɯ̅ – einem umgedrehten m mit Überstrich.

## Zeichenkodierung
| Standard  | Standard    | Majuskel Т                 | Minuskel т               |
| --------- | ----------- | -------------------------- | ------------------------ |
| Unicode   | Codepoint   | U+0422                     | U+0442                   |
| Unicode   | Name        | CYRILLIC CAPITAL LETTER TE | CYRILLIC SMALL LETTER TE |
| UTF-8     | UTF-8       | D0 A2                      | D1 82                    |
| XML/XHTML | dezimal     | &#1058;                    | &#1090;                  |
| XML/XHTML | hexadezimal | &#x0422;                   | &#x0442;                 |